# Marc Reef
Marc Reef (22 maart 1986) is een Nederlands voormalig wielrenner die sinds 2022 als wielerploegleider verbonden is aan Team Jumbo-Visma. Eerder werkte Reef in die rol bij Team DSM en haar voorgangers. Als wielrenner reed Reef onder andere voor Team Löwik Meubelen.